# Luciano Gonçalves
Luciano Pedrosa Gonçalves (Alcanadas, Batalha, 2 de novembro de 1980) é o atual Presidente da Associação Portuguesa de Árbitros de Futebol (APAF).

## Biografia
Nascido e criado na pequena aldeia de Alcanadas, pertencente à freguesia e concelho da Batalha. É casado e tem 3 filhos. Infelizmente, teve de abandonar os estudos cedo e começar a trabalhar. Foi na empresa Matos & Neves, Lda., uma empresa de construção civil, sediada nas Alcanadas, que começou a trabalhar. Trabalhou nesta empresa durante 21 anos, tendo decidido abandonar a mesma em 2017, quando já era Presidente da APAF há cerca de 1 ano.

## Carreira Desportiva

### Jogador de Futebol/Futsal
Até aos 20 anos jogou futebol/futsal em vários clubes da região, desde:
- C.C.R. Alqueidão da Serra;
- C.D. Pataiense;
- C.R. Alcanadas.

### Arbitragem
Desde 2001 que se encontra como agente desportivo na Associação de Futebol de Leiria e desde 2006, na Federação Portuguesa de Futebol.

### Colunista desportivo
Neste momento também escreve artigos de opinião para vários jornais, entre eles o Jornal Record na crónica semanal "Cartão Branco".

## Associativismo
Ao longo da sua vida esteve sempre ligado a associações desportivas, tendo desempenhado funções como Dirigente Associativo e Desportivo das seguintes associações:
- Associação Desportiva da Ferraria;
- União Desportiva da Batalha;
- Centro Recreativo das Alcanadas;
- Núcleo de Árbitros de Futebol da Marinha Grande;
- Núcleo de Árbitros de Futebol de Porto de Mós.

No Núcleo de Árbitros de Futebol de Porto de Mós chegou a desempenhar a função de Presidente em 2008 e 2016. Entre 2012 e 2016 desempenhou funções como Diretor da APAF. Para além disso, desempenha atualmente funções como:
- Presidente da APAF- desde 2016[1]
- Membro do Comité Internacional de Arbitragem do HWC (Homeless World Cup) - desde 2016
- Conselheiro do Conselho Nacional do Desporto - desde 2017
- Presidente da CAJAP (Confederação das Associações de Juízes e Árbitros de Portugal)- desde 2017
- Embaixador do PNED (Plano Nacional de Ética no Desporto)- desde 2018
- Presidente da Comissão de Gestão da UAACPLP (União das Associações Árbitros da Comunidade dos Países de Língua Portuguesa)- desde 2019
- Presidente Consultivo da Associação CAIS (Projeto Futebol de Rua)- desde 2022

## Cargos Políticos
Para além disso, também já desempenhou funções como Deputado Autárquico e Intermunicipal na Comunidade Intermunicipal da Região de Leiria entre 2017 e 2021 e, na C.M. da Batalha desde 2017 até ao momento.

## Percurso Académico
Encontra-se atualmente a tirar a licenciatura em Gestão das Organizações Desportivas na Escola Superior de Desporto de Rio Maior (ESDRM).
Desde 2018 que é docente da Pós-Graduação em “Gestão do Desporto para Dirigentes” no ISCAC- Coimbra Business School. 
Desde 2022 que também faz parte do Conselho Pedagógico da Escola Superior de Desporto de Rio Maior (ESDRM).
1. ↑  «Novo presidente da APAF toma posse com o objetivo de «credibilizar» a arbitragem». Maisfutebol. Consultado em 10 de maio de 2023